# Phreatogammarus fragilis
Phreatogammarus fragilis är en kräftdjursart som först beskrevs av Charles Chilton 1882.  Phreatogammarus fragilis ingår i släktet Phreatogammarus och familjen Phreatogammaridae. Inga underarter finns listade i Catalogue of Life.